# LEGO ムービー (フランチャイズ)
『LEGO ムービー』(レゴ・ムービー、The Lego Movie)は、2014年公開のワーナー・ブラザース・アニメーション製作による『LEGO ムービー』（The Lego Movie）から始まる作品群である。 
2019年からはユニバーサルアニメーションスタジオに変化した

## 長編
- 『LEGO ムービー』 (2014年)
- 『レゴバットマン ザ・ムービー』 (2017年)
- 『レゴニンジャゴー ザ・ムービー』 (2017年)
- 『レゴ ムービー 2』 (2019年)

| 2014 | 『LEGO ムービー』                 |
| 2015 |                                   |
| 2016 |                                   |
| 2017 | 『レゴバットマン ザ・ムービー』   |
| 2017 | 『レゴニンジャゴー ザ・ムービー』 |
| 2018 |                                   |
| 2019 | 『レゴ ムービー 2』               |
| 2020 |                                   |
| 2021 |                                   |
| 2022 |                                   |
| 2023 |                                   |
| 2024 |                                   |
| 未定 | 『レゴ ムービー 3』               |

## ゲーム
- 『LEGO ムービー ザ・ゲーム』 (2014年)
- 『レゴ ディメンションズ』 (2017年)
- 『レゴ ニンジャゴー ムービー ザ・ゲーム』 (2017年)
- 『レゴ ムービー2 ザ・ゲーム』 (2019年)